# Get Real (film)
Get Real is een dramafilm uit 1998, geregisseerd door Simon Shore. Het verhaal is gebaseerd op het toneelstuk What's Wrong with Angry? van Patrick Wilde en gaat over een ontluikende liefde van twee tienerjongens op een Britse school. In de meeste landen ging de film in 1999 in première, maar in augustus 1998 werd hij al vertoond op het Internationaal filmfestival van Edinburgh.

## Verhaal
Het romantische drama opent met de onverwachte ontmoeting tussen twee scholieren, de zestienjarige Steven Carter en de achttienjarige eindexamenkandidaat John Dixon, een stoere, atletische jongen die veel populariteit geniet op school. Carter is zich sinds zijn zestiende bewust van zijn homoseksualiteit. Zij bezoeken beiden een "cottage" in een park, het openbare toilet wordt door homoseksuele mannen bezocht om contacten te leggen. Steven is daarin al bedreven, John heeft een mooie vriendin maar hij is onzeker over zijn geaardheid.
Na enige schroom belanden de twee in bed. Ze worden verliefd. Omdat beide ouders van niets weten geschiedt alles in het diepste geheim. Op school mag niemand van de verhouding weten, John koestert zijn image van stoere populaire bink en vrouwenheld. Steven, die veel gepest wordt omdat hij te zachtaardig en te intellectueel is, is daar erg verdrietig onder. Hij vraagt John om samen uit de kast te komen en voor elkaar te kiezen. Uiteindelijk probeert Steven zijn verhaal via de schoolkrant te vertellen, maar dat wordt door de directie gecensureerd.
De sportdag, de triomf van John Dixon, en de prijsuitreiking voor het beste essay, voor Steven Carter, brengt de climax van het verhaal.

## Rolverdeling
| Acteur             | Personage          |
| ------------------ | ------------------ |
| Ben Silverstone    | Steven Carter      |
| Brad Gorton        | John Dixon         |
| Charlotte Brittain | Linda              |
| Stacy A. Hart      | Jessica            |
| Kate McEnery       | Wendy              |
| Patrick Nielsen    | Mark Watkins       |
| Tim Harris         | Kevin Grainger     |
| Jacquette May      | Mrs. Carter        |
| David Lumsden      | Mr. Carter         |
| David Elliot       | Glen Armstrong     |
| Louise J. Taylor   | Christina Lindmann |

## Ontvangst
Get Real werd door veel recensenten positief ontvangen en staat op de 34ste plaats in een lijst van 'beste highschoolfilms' van Entertainment Weekly's.
De film kreeg zes prijzen, waaronder de British Independent Film Award 1999.